# Годулян, Виталий Иванович
Вита́лий Ива́нович Годуля́н (укр. Віталій Іванович Годулян; род. 18 сентября 1968, Одесса) — украинский футбольный арбитр. С 2001 года — арбитр категории ФИФА. Множество раз вовлекался в судейские послематчевые скандалы, в основном, в матчах с участием футбольных клубов «Динамо» (Киев) и «Металлист». Наиболее громкие скандалы происходили после матчей «Металлист» — «Динамо» (Киев) (УПЛ 2008-09) и «Днепр» — «Динамо» (Киев) (УПЛ 2009-10). Отличался высоким процентом предъявления красных карточек и назначением пенальти.
27 мая 2009 года был назначен Комитетом арбитров ФФУ главным арбитром финала Кубка Украины.
В 2013 году завершил карьеру арбитра. С 2014 года работает наблюдателем арбитража на матчах чемпионата Украины.
Входит в символический клуб Сергея Татуляна.

## Рекорды и скандалы
- Является рекордсменом по количеству назначенных пенальти за матч в чемпионате Украины. В матче 15-го тура Чемпионата Украины 2008/2009 между командами «Ильичёвец» и «Таврия» за 37 минут первого тайма назначил 4 пенальти: 3 в ворота гостей и 1 в ворота хозяев, 2 из них были реализованы, все хозяевами, а матч закончился результативной ничьей 3:3.[3]
- Начиная с весенней части футбольного сезона 2009/10 украинская футбольная Премьер-лига решила отказаться от услуг арбитра Виталия Годуляна, тем самым выразив этому арбитру недоверие большинством клубов.[4], тем не менее судил матч 19-го тура Чемпионата Украинской премьер-лиги между «Кривбассом» и «Таврией», который состоялся 7 марта 2010 года[5], потому что глава Комитета арбитров ФФУ Вадима Шевченко сообщил, что такого решения нет.[6]
- Николай Павлов в бытность тренером «Ильичевца» в 2004 году получил годичную дисквалификацию за публичные нецензурные высказывания в адрес Годуляна. Тогда тренер позволил себе согласиться с непристойными скандированиями на трибунах, которые звучали в адрес арбитра.